# Rattus enganus
Rattus enganus — один з видів гризунів роду пацюків (Rattus).

## Поширення
Цей вид відомий тільки з о. Енґано, Індонезія. Огляд на острові, проведені наприкінці 1980-х років не знайшов цього виду, але зробив запис Rattus rattus. Вид відомий тільки з голотипу, зібраного понад 100 років тому. Майже напевно вид обмежений лісовими місцями перебування.

## Морфологічні особливості
Гризуни середнього розміру, завдовжки 228 мм, хвіст — 257 мм, стопа — 46 мм, вухо — 19 мм.

## Зовнішність
Хутро м'яке і шовковисте, більш грубе по ходу спини. Верхні частини коричнево-жовті, посипані довгими чорнуватими волосками, а нижні — світло-сірими. Задня частина ніг посипана дрібними світло-сірими волосками. Хвіст довше голови і тіла, рівномірно темно-коричневий і покритий 12 кільцями лусочок на сантиметр.

## Загрози та охорона
Серйозною загрозою для цього виду є втрата місць проживання, так як середовище проживання на Енґано було майже повністю зруйноване. Вид, можливо, постраждав від конкуренції з Rattus rattus. Невідомо, чи вид присутній у будь-яких захищених областях.